# Aleksandr Nevskij
 For alternative betydninger, se Aleksandr Nevskij (flertydig). (Se også artikler, som begynder med Aleksandr Nevskij)
Sankt Aleksandr Nevskij (russisk: Алекса́ндр Яросла́вич Не́вский, tr. Aleksandr Jaroslavitsj Nevskij; født 13. maj 1220 i Pereslavl-Zalesskij, død 14. november 1263 i Gorodets) var storfyrste af Novgorod og Vladimir i en af de vanskeligste epoker i Ruslands historie. Han fremstilles ofte som en frontskikkelse i middelalderens Rusland og er kendt for at have ledet store militære sejre over invaderende tyske hære og Den Gyldne Horde. Han var far til grundlæggeren af Storfyrstendømmet Moskva, Daniel af Moskva.

## Store sejre
Aleksandr blev født i Pereslavl-Zalesskij som fjerde søn af fyrst Jaroslav Vsevolodovitsj og så ikke ud til at ville komme på tronen. I 1236 blev Aleksandr alligevel valgt af novgoroderne som fyrste og deres militære leder. Han største opgave blev at forvare de nordvestlige dele af Vladimir mod svenskerne og tyskerne.
Efter at den svenske hær var trængt frem til det sted, hvor floderne Izjora og Neva mødtes, den 15. juli 1240, angreb Aleksandr med sin lille hær og vandt slaget. Dette slag kaldes i eftertiden Slaget ved Neva, og på grund af hans militære triumf fik den 19-årige Aleksandr tilnavnet Nevskij, som betyder fra Neva. Denne sejr kom blot et år efter den katastrofale, mongolske invasion af Kievriget og styrkede Aleksandrs politiske magt, men samtidigt forværrede den også hans forhold til bojarerne. Han måtte snart forlade Novgorod og leve i eksil på grund af denne konflikt.
Efter at Pskov var blevet invaderet af hærgende, livlandske ridderne, sendte Novogorods autoriteter bud efter Aleksandr. I foråret 1241 kom han tilbage fra sit eksil, samlede en hær og drev livonerne ud. Aleksandr og hans mænd kæmpede mod det godt trænede livlandske kavaleri ledet af Hermann, broder til Albert af Riga. Aleksandr og hans hær mødte fjenden på isen af søen Tsjudskoje, og knuste ridderne i Slaget på isen den 5. april 1242.
Aleksandrs sejr er en betydelig begivenhed i europæisk middelalderhistorie. Russiske infanterister havde omringet og slået en hær af riddere med tykke rustninger og heste længe før vesteuropæerne lærte, hvordan infanteri kunne slå et kavaleri. De russiske krønikers dødstal varierer kraftigt fra bare nogle få døde livlændinge til flere hundrede.

## Politiker
Efter den livlandske invasion fortsatte Aleksandr med at styrke Novgorods position i nordvest. Han sørgede også for at sende diplomater til Norge, og som et resultat heraf blev der indgået den første fredsaftale mellem Rusland og Norge i 1251. Aleksandr førte sin hær til Finland og dermed mod svenskerne, som havde prøvet at adskille Rusland og Østersøen i 1256.
Aleksandr udmærkede sig ved at være en langsynet politiker. Han afslog ethvert forslag fra Rom om, at han måtte erklære krig mod Den Gyldne Horde, fordi han forstod, hvor meningsløs en krig mod tatarerne var i en tid, hvor tatarerne stod i en så stærk position.